# Ipomoea transvaalensis

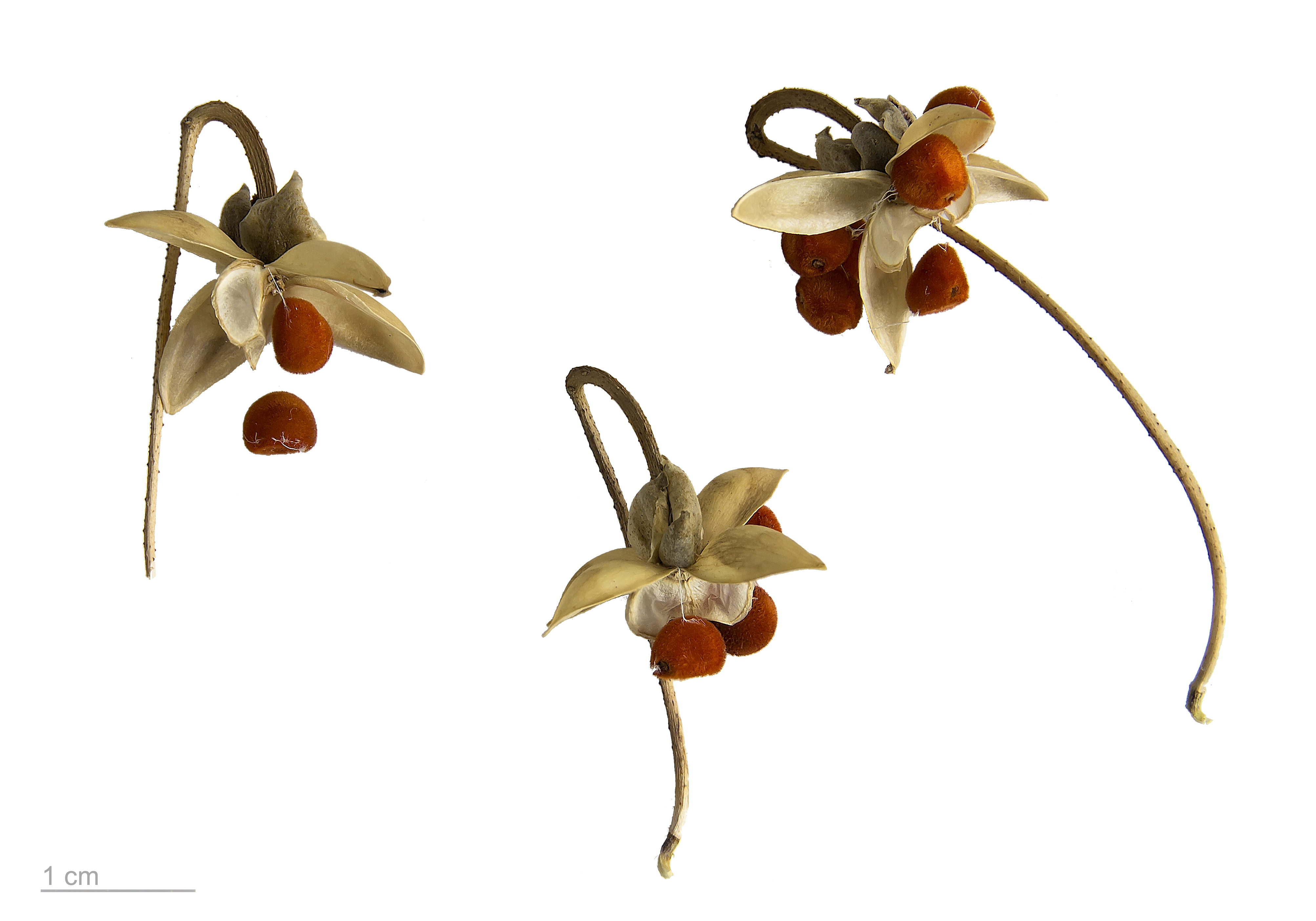
Ipomoea transvaalensis

Ipomoea transvaalensis là một loài thực vật có hoa trong họ Bìm bìm. Loài này được A. Meeuse mô tả khoa học đầu tiên năm 1958.